# Кошелиха (Владимирская область)
Кошелиха — деревня в Гороховецком районе Владимирской области России, входит в состав Куприяновского сельского поселения.

## География
Деревня расположена на берегу реки Суворощь в 16 км на юго-восток от центра поселения деревни Выезд и в 13 км на юго-восток от Гороховца.

## История
По переписным книгам 1678 года деревня входила в состав Архангельского прихода и значилась за братьями Бартеневыми, в ней было 2 двора помещиковых, 2 двора задворных людей и 5 дворов крестьянских.
В XIX — первой четверти XX века деревня входила в состав Красносельской волости Гороховецкого уезда, с 1926 года — в составе Гороховецкой волости Вязниковского уезда. В 1859 году в деревне числилось 30 дворов, в 1905 году — 53 двора, в 1926 году — 49 дворов.
С 1929 года деревня входила в состав Юровского сельсовета Гороховецкого района, с 1940 года — в составе Великовского сельсовета, с 2005 года — в составе Куприяновского сельского поселения.

## Население
| 1859 | 1905 | 1926 | 2002 | 2010 | 2021 |
| ---- | ---- | ---- | ---- | ---- | ---- |
| 182  | ↗323 | ↘199 | ↘42  | ↘27  | ↘18  |